# Раппин
О местечке в Ливонии см. Ряпина
Раппин (нем. Rappin) — община в Германии, в земле Мекленбург-Передняя Померания.
Входит в состав района Рюген. Подчиняется управлению Берген ауф Рюген. Население составляет 347 человек (2009); в 2003 г. — 413. Занимает площадь 29,07 км².